# T-Center

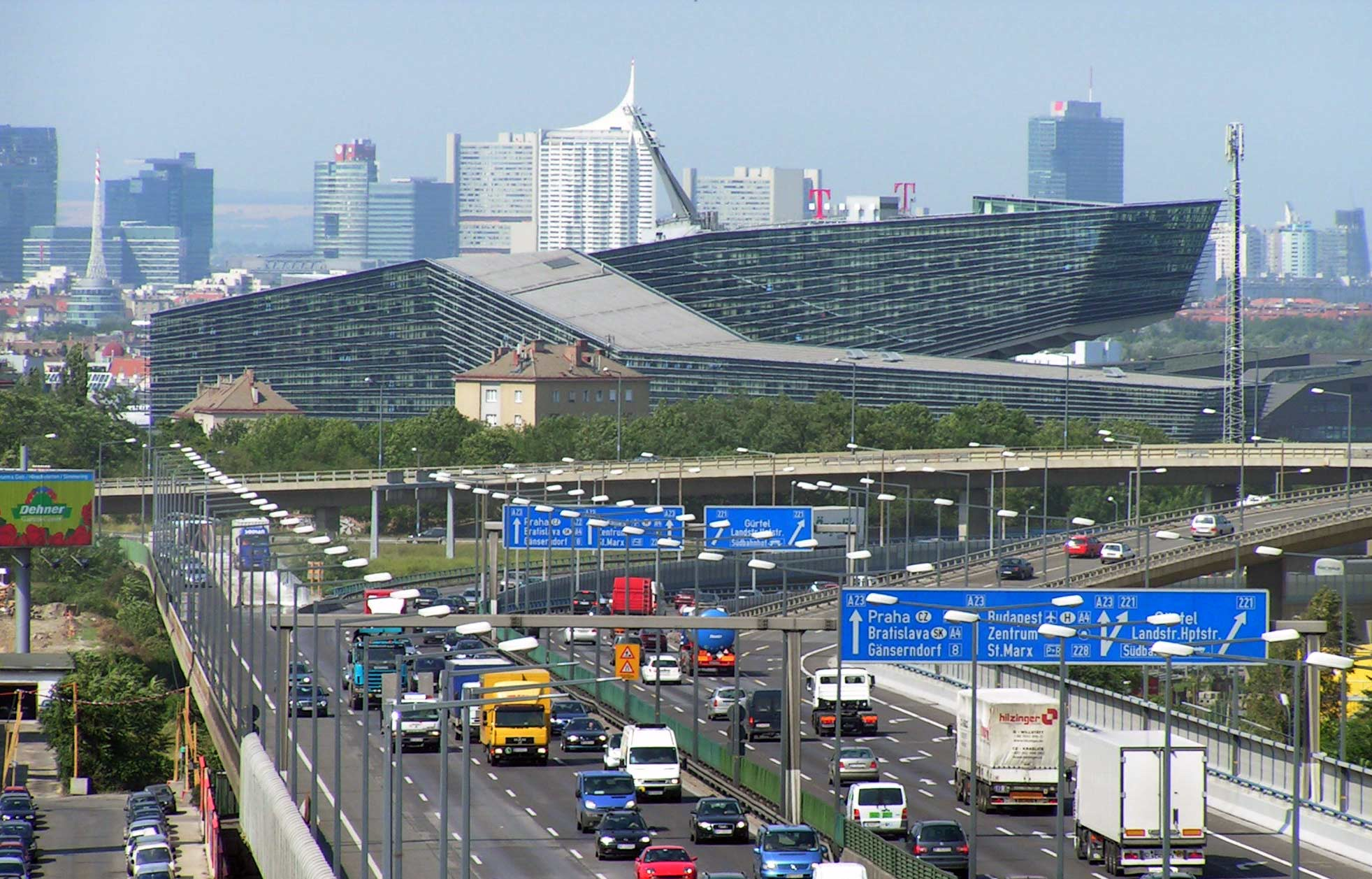
Піднесений південний вигляд Т-Центру з автобаном А 23 на передньому плані.

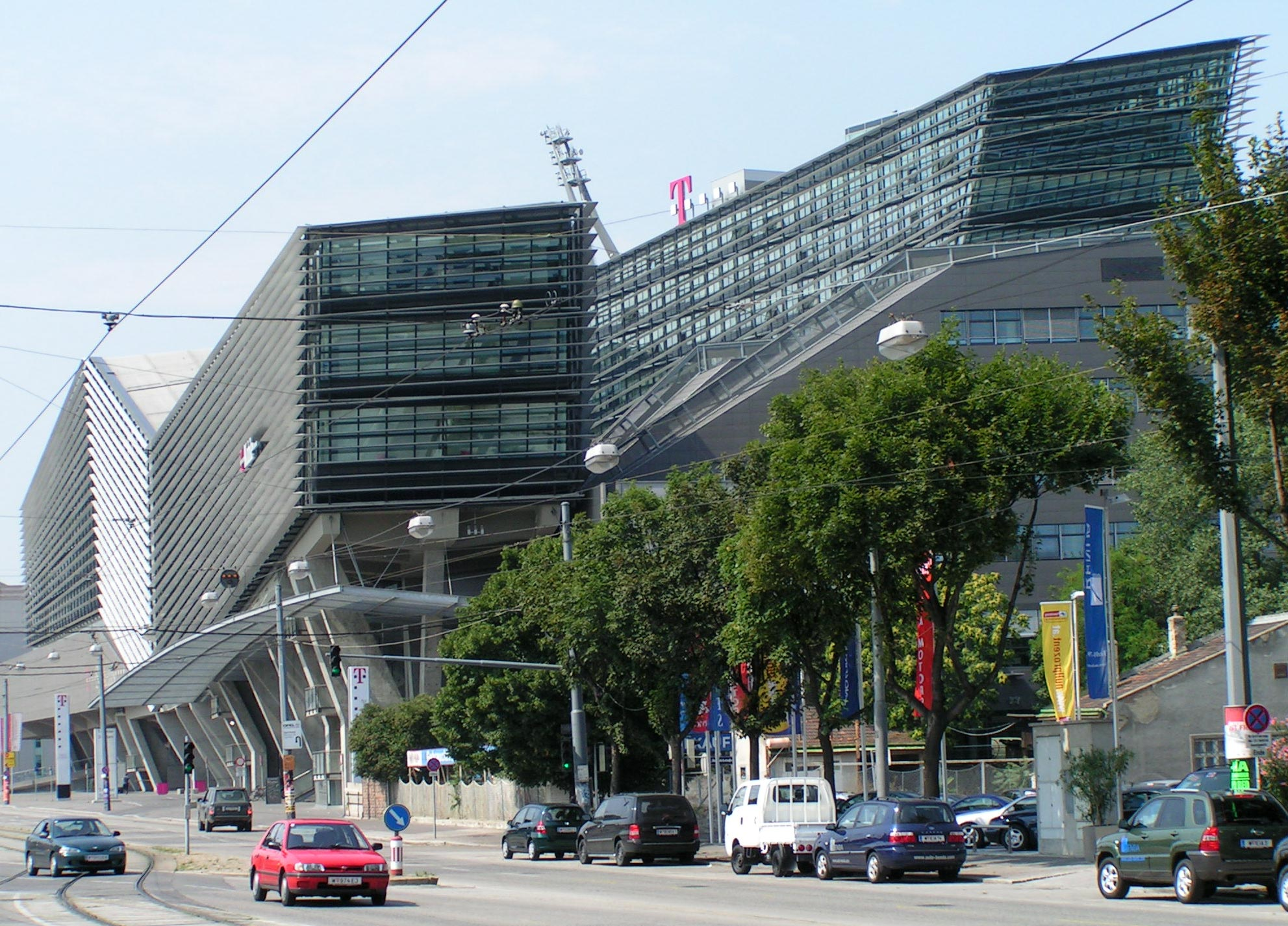
Південно-східний вигляд.

T-Center (укр. Т-Центр) — офісна будівля в Ландштрассе, 3-му районі Відня. Зведена між 2002 і 2004 роками за проектом австрійського архітектора Гюнтера Доменіґа.

## Історія
Будівництво Т-Центру в 2002 році дало початок розвитку міського планування в районі колишнього ринку великої рогатої худоби у Віденському кварталі Святого Марка. Збудовано за планами Гюнтера Доменіґа і його команди за дуже швидкий час у 27 місяців. Перші офіси були відкриті в 2004 році. Орендарями офісу є дочірні компанії Deutsche Telekom — T-Mobile, T-Systems і Software Daten Service. На додачу на першому поверсі розміщений публічно доступний ресторан.

## Критика і нагороди
Через нетрадиційну форму та використання незавершених бетонних поверхонь, Т-Центр швидко привернув увагу за межами міста. Тим не менше громадськість обговорювала будівлю доволі суперечливо. Навіть працівники компаній, розташованих у споруді, критикували структурні особливості у відношенні до практичної корисності.
Гюнтер Доменіґ і команда отримали наступні нагороди за Т-Центр:
- 2004: Otto Wagner Städtebaupreis[2]
- 2006: Österreichischer Staatspreis за архітектуру[3]
- 2006: Чикагзька Athenaeum International Architecture Award за найкращий новий глобальний дизайн[4]

## Дані
Т-Центр має ефективну площу в 119 000 м² офісного простору для близько 3 000 працівників, загальна площа — 134 000 м². При довжині в 255 метрів, висота будівлі досягає 60 метрів.